# Ouyoun El Assafir
Ouyoun El Assafir è un comune dell'Algeria, situato nella provincia di Batna.